# Dean Gorré
Dean Roberto Gorré (Paramaribo, Surinam, 10 de septiembre de 1970) es un exfutbolista y entrenador neerlandés, originario de Surinam. Actualmente es el director de desarrollo de la selección de Curazao.

## Carrera como jugador
Gorré debutó el 20 de abril de 1988 con el SVV. También jugó en el club fusionado SVV/Dordrecht'90, así como en Feyenoord, FC Groningen, Ajax, todos en los Países Bajos y Huddersfield Town, Barnsley y Blackpool en el Reino Unido.

## Carrera como entrenador
En 2008-09, fue entrenador asistente del primer equipo en Southampton, después de haber ocupado anteriormente el mismo puesto en el Stoke City.
En enero de 2012, fue nombrado entrenador del RBC Roosendaal de los Países Bajos. A pesar de una serie de resultados negativos durante su mandato, el club evitó el descenso directo al final de la temporada; Sin embargo, esto fue despedido a finales de junio después de que el club fuera declarado en quiebra debido a problemas financieros.
Gorré trabajó como entrenador juvenil en el Ajax antes de ser nombrado entrenador de la selección de fútbol sub-17 de Escocia en febrero de 2012. Anteriormente había trabajado con el director de rendimiento de la Asociación Escocesa de Fútbol, Mark Wotte, en Southampton. Dejó este cargo por motivos personales en marzo de 2013.
En diciembre de 2014, Gorré fue nombrado entrenador de la selección de Surinam. En febrero de 2015, el nombramiento se hizo permanente. Sin embargo, tan solo dirigió 3 partidos oficiales, con 1 victoria y 2 derrotas. En febrero de 2016, el SVB expresó que había dejado su cargo, aunque había documentos que decían que quería continuar en su cargo. En octubre de 2016, se unió al Reading como scout.
En julio de 2018, Gorré regresó como seleccionador de Surinam y firmó un contrato por dos años. Su objetivo de asegurar la clasificación para la Copa Oro se logró por primera vez. Esto fue posible gracias a la Liga de Naciones Concacaf, que comenzó en septiembre de 2018, y donde logró vencer a Nicaragua por 2-1 en el último partido de grupo fuera de casa. En marzo de 2021, se anunció que ampliaría su contrato por dos años más. Sin embargo, el 30 de julio, el SVB decidió prescindir de sus servicios como seleccionador.
Como sucesor de Art Langeler, comenzó a trabajar como director técnico y de desarrollo de Curazao en agosto de 2022. El 30 de agosto de 2023 se anunció que sería el seleccionador interino por algunos encuentros, luego de la partida de Remko Bicentini.El 15 de enero de 2024, fue sustituido en su cargo por Dick Advocaat.

## Estadísticas
| Temporada | Club              | Liga               | Apps. | Goles |
| --------- | ----------------- | ------------------ | ----- | ----- |
| 1987–88   | SVV               | Eerste Divisie     | 4     | 0     |
| 1988–89   | SVV               | Eerste Divisie     | 36    | 4     |
| 1989–90   | SVV               | Eerste Divisie     | 26    | 1     |
| 1990–91   | SVV               | PTT-Telecompetitie | 16    | 1     |
| 1991–92   | SVV/Dordrecht '90 | PTT-Telecompetitie | 32    | 8     |
| 1992–93   | Feyenoord         | PTT-Telecompetitie | 25    | 2     |
| 1993–94   | Feyenoord         | PTT-Telecompetitie | 12    | 3     |
| 1994–95   | Feyenoord         | PTT-Telecompetitie | 5     | 1     |
|           | Groningen         | PTT-Telecompetitie | 12    | 3     |
| 1995–96   | Groningen         | PTT-Telecompetitie | 34    | 4     |
| 1996–97   | Groningen         | PTT-Telecompetitie | 34    | 11    |
| 1997–98   | Ajax              | PTT-Telecompetitie | 22    | 3     |
| 1998–99   | Ajax              | PTT-Telecompetitie | 14    | 1     |
| 1999–00   | Ajax              | KPN-Telecompetitie | 0     | 0     |
|           | Huddersfield Town | Division One       | 28    | 4     |
| 2000–01   | Huddersfield Town | Division One       | 34    | 3     |
| 2001–02   | Barnsley          | Division One       | 19    | 2     |
| 2002–03   | Barnsley          | Division Two       | 27    | 0     |
| 2003–04   | Barnsley          | Division Two       | 19    | 7     |
| 2004–05   | Blackpool         | League One         | 1     | 0     |